# Ruch 4 Maja

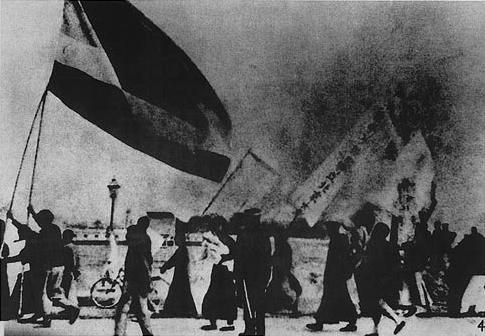
Wiec studencki – 4 maja 1919

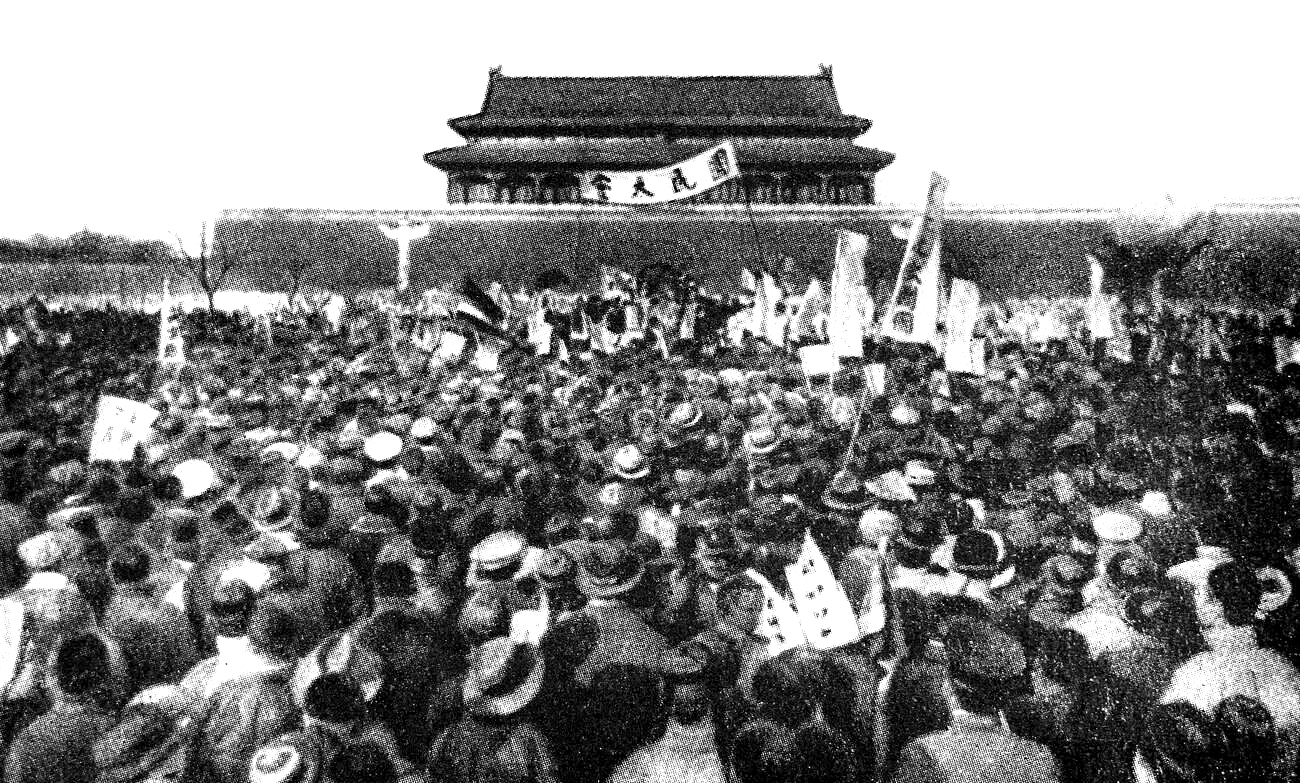
Wiec na Placu Tian’anmen – 4 maja 1919

Ruch 4 Maja – chiński antyimperialistyczny i kulturalny studencki ruch polityczny, skierowany przeciwko postanowieniom traktatu wersalskiego.

## Tło historyczne
W czasie I wojny światowej, w 1917 r. Chiny wypowiedziały Niemcom wojnę, licząc na uzyskanie silniejszej pozycji w świecie oraz na odzyskanie prowincji Szantung. Podczas wojny dostała się ona pod kontrolę Japonii, bo kraj ten również przystąpił do wojny po stronie Ententy.
W 1918 r. rząd pekiński, kontrolujący tylko północną część kraju i pozostający w konflikcie z rządem Kuomintangu na południu, podpisał z Japonią tajną umowę, w której zaakceptował roszczenia tego kraju wobec Szantungu. Także podpisany 28 czerwca 1919 traktat wersalski potwierdził, że prowincja ta to japońskie terytorium.

## Masowe protesty
Powstanie Ruchu datuje się na 4 maja 1919 roku, gdy na placu Niebiańskiego Spokoju w Pekinie zebrało się ponad 3000 studentów, domagających się odrzucenia traktatu wersalskiego, powrotu Shandongu do Chin i dymisji projapońskich członków rządu.
Próba stłumienia protestów i aresztowanie w przeciągu dwóch dni 700 osób spowodowały wybuch podobnych wystąpień studenckich w Tianjinie, Nankinie, Szanghaju, Wuhanie, Changshy i Kantonie. Do studentów przyłączyli się kupcy, ogłaszając bojkot japońskich towarów, a później także robotnicy.
Rozruchy szybko sparaliżowały większe chińskie miasta. W dniach 4–5 czerwca proklamowano strajk generalny w Szanghaju, do którego 10 czerwca przyłączyło się około 70 tysięcy robotników.
W obawie przed dalszym rozprzestrzenianiem się protestów rząd w Pekinie uwolnił aresztowanych studentów, zdymisjonował trzech najbardziej projapońskich ministrów (Cao Rulina, Zhang Zongxianga i Lu Zongyu), odmówił także podpisania traktatu wersalskiego.

## Skutki
Ruch 4 Maja doprowadził do ogólnonarodowego „przebudzenia” i do rewolucji w myśli, sztuce, literaturze, w której główną rolę odegrało środowisko inteligenckie oraz akademickie. Środowisko, w którym Ruch się rozwijał było znane jako Ruch Nowej Kultury (新文化運動).
Wydarzenia 4 maja były punktem zwrotnym w historii chińskiego nacjonalizmu. Spowodowały gwałtowny wzrost popularności tej ideologii wśród ludności chińskiej.